# Het Zinneke
Het Zinneke, a volte chiamato Zinneke Pis, è una statua in bronzo ubicata a Bruxelles e creata nel 1998 per mano di Tom Frantzen.
L'opera scultorea presenta un cane urinante ed è legata tematicamente al Manneken Pis (un ragazzetto) e alla Jeanneke Pis (una ragazzetta accovacciata). La statua si trova all'angolo di Kartuizersstraat e l'Oude Graanmarkt. Nel dialetto di Bruxelles, Zinneke si riferisce sia alla piccola Senne, il fiume che passa da Bruxelles, che ad un cane meticcio.
Nell'agosto 2015, lo Zinneke è stato colpito da un'auto e poi restaurato dall'artista.